# PFC Beroe Stara Zagora
Beroe (tiếng Bulgaria: Берое) là một câu lạc bộ bóng đá Bulgaria thành lập năm 1916 với tên gọi Vereya. Đội đang thi đấu tại First League. Màu áo đấu của đội là màu xanh lá cây và trắng.

## Áo đấu và nhà tài trợ
| Thời gian | Hãng áo đấu | Nhà tài trợ  |
| --------- | ----------- | ------------ |
| 1924–82   | Không có    | Không có     |
| 1982–83   | Puma        | Không có     |
| 1983–86   | Không có    | Không có     |
| 1986–91   | Adidas      | Không có     |
| 1991–92   | Nike        | CEBI         |
| 1992–95   | Unknown     | CEBI         |
| 1995–04   | Unknown     | Không có     |
| 2004–06   | Unknown     | AKB Fores    |
| 2006–07   | Jako        | AKB Fores    |
| 2007–08   | Uhlsport    | AKB Fores    |
| 2008–09   | Tomy Sport  | Stara Zagora |
| 2009–10   | GUPA        | Stara Zagora |
| 2010–11   | GUPA        | Bulsatcom    |
| 2011–13   | Uhlsport    | Bulsatcom    |
| 2013–15   | Joma        | Không có     |
| 2015–     | Uhlsport    | REFAN        |

## Cầu thủ

### Đội hình hiện tại
Tính đến  ngày 3 tháng 10 năm 2022
Ghi chú: Quốc kỳ chỉ đội tuyển quốc gia được xác định rõ trong điều lệ tư cách FIFA. Các cầu thủ có thể giữ hơn một quốc tịch ngoài FIFA.
| Số | VT | Quốc gia     | Cầu thủ                                     |
| -- | -- | ------------ | ------------------------------------------- |
| 1  | TM | Bulgaria     | Ivan Karadzhov                              |
| 2  | HV | Bulgaria     | Dimitar Stoyanov (Cho mượn từ Slavia Sofia) |
| 3  | HV | Bulgaria     | Dimitar Pirgov                              |
| 4  | TV | Thụy Sĩ      | Valentino Pugliese                          |
| 5  | HV | Madagascar   | Thomas Fontaine                             |
| 6  | HV | Bồ Đào Nha   | Ruca                                        |
| 7  | TV | Brasil       | Lucas Willian                               |
| 8  | TV | Bulgaria     | Serkan Yusein                               |
| 9  | TĐ | Guiné-Bissau | Luizinho                                    |
| 10 | TV | Mali         | Aboubacar Toungara                          |
| 11 | TV | Pháp         | Steve Traoré                                |

| Số | VT | Quốc gia   | Cầu thủ                                  |
| -- | -- | ---------- | ---------------------------------------- |
| 13 | TV | Madagascar | Anicet Abel                              |
| 14 | HV | Bulgaria   | Stilyan Nikolov                          |
| 15 | HV | Bulgaria   | Georgi Dinkov (đội trưởng)               |
| 16 | TV | Bulgaria   | Simeon Mechev (đội phó)                  |
| 17 | TV | Bulgaria   | Spas Georgiev                            |
| 18 | TV | Bulgaria   | Mitko Mitkov (Cho mượn từ CSKA-Sofia)    |
| 19 | TĐ | Bulgaria   | Kaloyan Krastev (Cho mượn từ CSKA-Sofia) |
| 23 | TM | Bulgaria   | Ivan Goshev                              |
| 44 | HV | Bulgaria   | Nikolay Nikolaev                         |
| 77 | TV | Bulgaria   | Bozhidar Penchev                         |

| Các nước thuộc EU - Steve Traoré - Ruca | Các nước thuộc EU (Mối quan hệ) - Valentino Pugliese - Thomas Fontaine - Anicet Abel - Luizinho |  | Không phải thành viên EU - Aboubacar Toungara - Lucas Willian |  |

## Huấn luyện viên
- Panayot Tanev (1953)
- Borislav Asparuhov (1954)
- Panayot Tanev (1955–59)
- Borislav Milenov (1959)
- Ivan Radoev (1959–64)
- Anastas Kovachev (1964–65)
- Manol Manolov (1965–66)
- Krum Milev (1966–67)
- Hristo Mladenov (1967–69)
- Anastas Kovachev (1969–70)
- Dimitar Grigorov (1970–71)
- Hristo Mladenov (1971–72)
- Lozan Kotsev (1972–73)
- Ivan Tanev (1973–74)
- Hristo Mladenov (1974–76)
- Georgi Berkov (1976)
- Ivan Manolov (1976–77)
- Ivan Tanev (1977–81)
- Vasil Ivanov (1981)
- Ivan Vutov (1981–82)
- Georgi Belchev (1982–83)
- Petko Petkov (1983–85)
- Evgeni Yanchovski (1985–87)
- Petko Petkov (1987–90)
- Panayot Panayotov (1990)
- Boris Angelov (1990–92)
- Petko Petkov (1992)
- Evgeni Yanchovski (1992–93)
- Tenyo Minchev (1993–95)
- Ivan Vutov (1995)
- Dragoljub Bekvalac (1999–00)
- Ventsislav Kepov (2000)
- Petko Petkov (2000–01)
- Tsvetomir Parvanov (2001)
- Ivan Vutov (2001)
- Ilia Iliev (2002)
- Venelin Sivriev (2002–03)
- Asparuh Nikodimov (2003–04)
- Ivan Vutov (2004–05)
- Hans Kodrić (2005)
- Petko Petkov (2005–06)
- Ilian Iliev (2006–07)
- Eduard Eranosyan (2007)
- Radoslav Zdravkov (2007)
- Nikolay Demirev (2007)
- Ilian Iliev (1 tháng 2, 2008 – 12 tháng 7)
- Ivko Ganchev (1 tháng 7, 2012 – 12 tháng 10)
- Petar Hubchev (18 tháng 10, 2012 – 6 tháng 4, 2016)
- Plamen Lipenski (7 tháng 4, 2016 – 31 tháng 5, 2016)
- Aleksandar Dimitrov (1 tháng 6, 2016 – 17 tháng 10, 2016)
- Plamen Lipenski (20 tháng 10, 2016 – 26 tháng 10, 2016)
- Ferario Spasov (26 tháng 10, 2016 – 19 tháng 5, 2017)